# Ludovico di Canossa
Ludovico di Canossa (Verona, 1475 – Verona, 30 gennaio 1532) è stato un vescovo cattolico italiano.

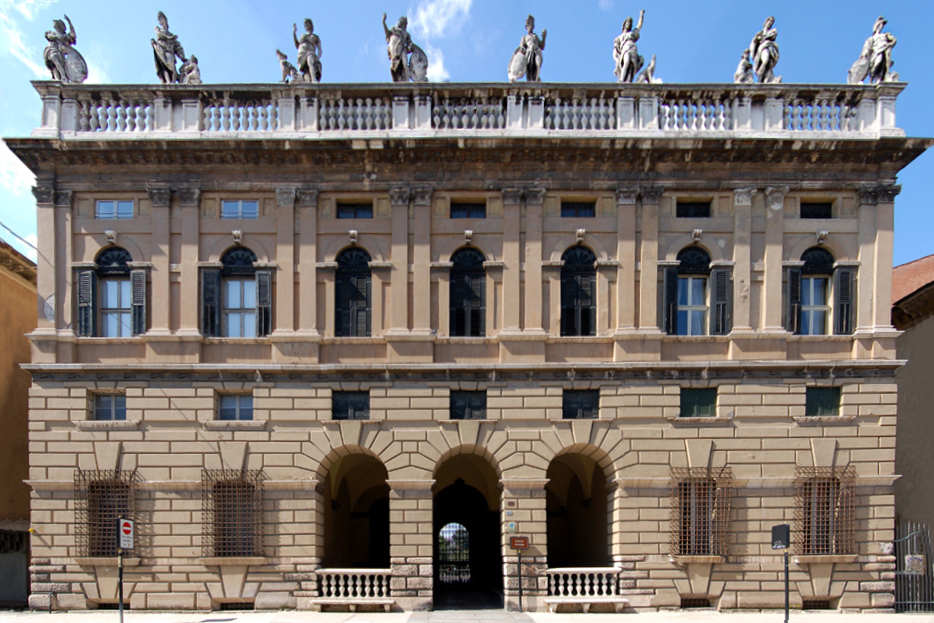
Verona, Palazzo Canossa

Era figlio di Bartolomeo, conte di Canossa e di Elisabetta degli Uberti, imparentata con i Castiglione di Mantova.

## Biografia
Papa Giulio II lo impiegò in varie trattative e nel 1512 lo nominò abate dell'abbazia di Saint-André-du-Bois e di Sant'Apollinare di Canossa, in Lombardia. Legato in Francia con Luigi XII, Ludovico di Canossa venne confermato in queste funzioni da papa Leone X, che nel 1511 lo nominò vescovo di Tricarico, nel regno di Napoli, suffraganea dell'Arcidiocesi di Acerenza e Matera.
Fu il responsabile per negoziare il matrimonio di Luigi XII con Maria d'Inghilterra e la conclusione della pace tra questo principe e la corte di Roma. Il favore del re di Francia gli fece ottenere la diocesi di Bayeux nel 1516. Prestò giuramento nella chiesa di Rouen il 22 luglio 1517 e prese possesso del suo seggio vescovile il 25 dicembre successivo.
Nel 1523 pubblicò una nuova edizione di rituali e di catechismo. Pregò nel 1516 Erasmo da Rotterdam di fissare la sua residenza a Bayeux, obbligandosi a servire una pensione di 200 ducati, mantenere il suo valletto e dargli da mangiare a due cavalli nelle sue scuderie. Erasmus rifiutò le offerte generose per rimanere al servizio del re cattolico.
Francesco I lo incaricò nel 1526 di svolgere una missione per la Repubblica di Venezia. Assolto l'incarico Ludovico di Canossa si stabilì a Verona, la sua città, e si dimise dalla sua diocesi nel 1531, in cambio della quale il re lo nominò abate commendatario di Ferrières.

## Genealogia episcopale
La genealogia episcopale è:
- Cardinale Georges II d'Amboise
- Vescovo Ludovico di Canossa